# Проституция в Кыргызстане
Проституция в Кыргызстане была легализована в 1998 году, хотя публичные дома, сутенёрство и вовлечение в занятие проституцией по-прежнему являются незаконными деяниями, за совершение которых может быть назначено до пяти лет лишения свободы. По оценкам UNAIDS в 2016 году в стране насчитывалось 7 100 работников секс-индустрии.
Проститутки обвиняются в том, что они являются причиной распространения СПИДа. Распространенность ВИЧ среди этой группы населения составляет 2 %.
Важной социальной проблемой Кыргызстана является секс-торговля.

## Взаимоотношения с государственными органами
Неправительственные организации и секс-работники сообщают о преследовании со стороны коррумпированных органов правопорядка. Со времени создания в 2013 году полицейского департамента по борьбе с торговлей людьми и преступлениями против общественной морали положение ухудшилось. В столице страны, Бишкеке, на бывшем квартале красных фонарей ― улице Правды, в настоящее время нет проституток. Несколько «мамочек» (мадам) находятся на улице, секс-работники располагаются в близлежащих отелях.
Сотрудники киргизской полиции, по сообщениям, эксплуатируют жертв торговли людьми, в том числе некоторых моложе 18 лет, заставляя их заниматься с ними сексом в саунах и на улице. Сохраняется обеспокоенность общественности по поводу неправомерных действий полиции и распространённости коррупции, в том числе распространены утверждения о том, что полиция угрожает жертвам секс-торговли, включая несовершеннолетним, и занимается в отношении них вымогательством. По некоторым свидетельствам, полиция принимает взятки от предполагаемых торговцев людьми для прекращения расследования в отношении них.

## Таис Плюс
Неправительственная организация Таис Плюс защищает права секс-работников и предоставляет им свою поддержку и образование.
Организация была основана в 1997 году группой секс-работников как «профсоюз». В 2000 году она была официально зарегистрирована в Кыргызстане.
В 2005 и в 2012 году Таис Плюс выступала против криминализации проституции; оба раза законодательная инициатива была отклонена.
По оценкам, около 90 % уличных секс-работников в Кыргызстане в той или иной мере получали поддержку от этой организации.

## Секс-торговля
Кыргызстан является страной, откуда увозят, провозят и привозят женщин и детей, которые являются жертвами секс-торговли. Женщины и девочки подвергаются сексуальной торговле за рубежом, как сообщается, в Турции, Объединенных Арабских Эмиратах, Индии, России, Казахстане, Южной Корее и внутри страны. Несовершеннолетние девочки-подростки из Узбекистана все чаще эксплуатируются в южном регионе Кыргызстане. Некоторые мужчины и женщины из Узбекистана, Таджикистана и Туркменистана пересекают страну, когда они мигрируют в Россию, ОАЭ и Турцию, где они также могут стать жертвами этой торговли.
В 2018 году Управление по мониторингу и противодействию торговле людьми Государственного департамента США поместило Кыргызстан на tier 2.